# Autoserica congoensis
Autoserica congoensis är en skalbaggsart som beskrevs av Moser 1916. Autoserica congoensis ingår i släktet Autoserica och familjen Melolonthidae. Inga underarter finns listade.